# Lac de Sacrow
Le Sacrower See (prononcé en allemand : [ˈzakʁoːɐ zeː] ) est un lac dans la partie nord de Potsdam dans l'État de Brandebourg, en Allemagne.

## Aperçu
Avec le Groß Glienicker See (de) à 0.7 km au nord et le Heiliger See à 1,6 km de Potsdam, le Sacrower See forme une chaîne de lacs qui se jettent dans le vaste réseau de voies navigables de la rivière Havel.

## Géographie
Le lac s'étend dans une direction nord-sud sur plus de 2,8 km. Son point le plus large est de 406 m et son point le plus étroit de 190 m. Sacrow, un quartier de Potsdam, est situé sur la rive sud-est. La rive restante est boisée et fait partie de la réserve naturelle de Königswald.

## Histoire
Pendant la guerre froide, le lac faisait partie de la frontière isolant Berlin-Ouest et était placé sous étroite surveillance est-allemande. En 1986, Rainer Liebeke (de) de Gotha s'est noyé dans le Sacrower See alors qu'il tentait de s'échapper vers Berlin-Ouest.